# Cyrtandra quisumbingii
Cyrtandra quisumbingii är en tvåhjärtbladig växtart som beskrevs av Adolph Daniel Edward Elmer. Cyrtandra quisumbingii ingår i släktet Cyrtandra och familjen Gesneriaceae.

## Underarter
Arten delas in i följande underarter:
- C. q. minor
- C. q. quisumbingii